# Vratić
Vratić (buhač, bratić, lat. Tanacetum), rod dvosupnica iz porodice zvjezdanovki. Oko 140 priznatih vrsta, od kojih nekoliko raste i u Hrvatskoj: obični vratić (T. vulgare), majčinski vratić (T. parthenium), dalmatinski buhač (T. cinerariifolium)

## Vrste
1. Tanacetum abrotanifolium Druce
2. Tanacetum abrotanoides K.Bremer & Humphries
3. Tanacetum achilleifolium Sch.Bip.
4. Tanacetum akinfiewii (F.N.Alex.) Tzvelev
5. Tanacetum alatavicum Herder
6. Tanacetum albipannosum Hub.-Mor. & Grierson
7. Tanacetum alyssifolium (Bornm.) Grierson
8. Tanacetum annuum L.
9. Tanacetum archibaldii Podlech
10. Tanacetum argenteum (Lam.) Willd.
11. Tanacetum armenum Sch.Bip.
12. Tanacetum artemisioides Sch.Bip. ex Hook.f.
13. Tanacetum atkinsonii (C.B.Clarke) Kitam.
14. Tanacetum aucheri DC.
15. Tanacetum aucherianum Sch.Bip.
16. Tanacetum audibertii DC.
17. Tanacetum aureum (Lam.) Greuter, M.V.Agab. & Wagenitz
18. Tanacetum bachtiaricum Mozaff.
19. Tanacetum balsamita L.
20. Tanacetum balsamitoides Sch.Bip.
21. Tanacetum baltistanicum Podlech
22. Tanacetum bamianicum Podlech
23. Tanacetum barclayanum DC.
24. Tanacetum bipinnatum Sch.Bip.
25. Tanacetum budjnurdense (Rech.f.) Tzvelev
26. Tanacetum cadmeum (Boiss.) Heywood
27. Tanacetum canescens DC.
28. Tanacetum cappadocicum Sch.Bip.
29. Tanacetum changaicum (Krasch. ex Grubov) K.Bremer & Humphries
30. Tanacetum chitralense (Podlech) K.Bremer & Humphries
31. Tanacetum cilicicum (Boiss.) Grierson
32. Tanacetum cinerariifolium Sch.Bip.
33. Tanacetum coccineum (Willd.) Grierson
34. Tanacetum corymbiforme (Tzvelev) K.Bremer & Humphries
35. Tanacetum corymbosum (L.) Sch.Bip.
36. Tanacetum crassipes (Stschegl.) Tzvelev
37. Tanacetum daghestanicum (Boiss.) Chandjian
38. Tanacetum densum (Labill.) Sch.Bip.
39. Tanacetum depauperatum (Post) Grierson
40. Tanacetum dumosum Boiss.
41. Tanacetum eginense (Bornm.) Grierson
42. Tanacetum elbursense Mozaff.
43. Tanacetum emodi R.Khan
44. Tanacetum erzincanense Korkmaz, Kandemir & Ilhan
45. Tanacetum falconeri Hook.f.
46. Tanacetum fruticulosum Ledeb.
47. Tanacetum funkii Sch.Bip. ex Willk. & Lange
48. Tanacetum galae (Popov) Nevski
49. Tanacetum germanicopolitanum (Bornm. & Heimerl) Grierson
50. Tanacetum ghoratense Podlech
51. Tanacetum gilgitii R.Khan
52. Tanacetum gracilicaule (Rouy) Franco
53. Tanacetum griffithii (C.B.Clarke) Muradyan
54. Tanacetum haradjanii (Rech.f.) Grierson
55. Tanacetum haussknechtii (Bornm.) Grierson
56. Tanacetum heterotomum (Bornm.) Grierson
57. Tanacetum hissaricum (Krasch.) K.Bremer & Humphries
58. Tanacetum hololeucum (Bornm.) Podlech
59. Tanacetum joharchii Sonboli & Kaz.Osaloo
60. Tanacetum karelinii Tzvelev
61. Tanacetum kaschgarianum K.Bremer & Humphries
62. Tanacetum kelleri (Kryl. & Plotn.) Takht.
63. Tanacetum kittaryanum (C.A.Mey.) Tzvelev
64. Tanacetum kotschyi (Boiss.) Grierson
65. Tanacetum krylovianum (Krasch.) K.Bremer & Humphries
66. Tanacetum lanuginosum Sch.Bip. & Herder
67. Tanacetum larvatum (Pant.) Hayek
68. Tanacetum leptophyllum Sch.Bip.
69. Tanacetum macrocephalum Pamp.
70. Tanacetum macrophyllum Sch.Bip.
71. Tanacetum marionii (Albov) K.Bremer & Humphries
72. Tanacetum maymanense Podlech
73. Tanacetum microphyllum DC.
74. Tanacetum mikeschinii (Tzvelev) Takht.
75. Tanacetum millefolium (L.) Tzvelev
76. Tanacetum mindshelkense Kovalevsk.
77. Tanacetum mucroniferum Hub.-Mor. & Grierson
78. Tanacetum mucronulatum (Hoffmanns. & Link) Heywood
79. Tanacetum munzurdaghensis Yild.
80. Tanacetum musilii (Velen.) Soldano
81. Tanacetum nitens (Boiss. & Noë) Grierson
82. Tanacetum nivale Sch.Bip.
83. Tanacetum niveum Sch.Bip.
84. Tanacetum nuristanicum Podlech
85. Tanacetum odessanum (Klokov) Tzvelev
86. Tanacetum oltense (Sosn.) Grierson
87. Tanacetum oxystegium (Sosn.) Grierson
88. Tanacetum paczoskii (Zefir.) Tzvelev
89. Tanacetum pakistanicum Podlech
90. Tanacetum paleaceum Podlech
91. Tanacetum paradoxum Bornm.
92. Tanacetum parthenium (L.) Sch.Bip.
93. Tanacetum petrareum (C.Shih) K.Bremer & Humphries
94. Tanacetum peucedanifolium (Sosn.) K.Bremer & Humphries
95. Tanacetum pinnatum Boiss.
96. Tanacetum polycephalum Sch.Bip.
97. Tanacetum porphyrostephanum (Rech.f.) K.Bremer & Humphries
98. Tanacetum poteriifolium (Ledeb.) Grierson
99. Tanacetum praeteritum (Horw.) Heywood
100. Tanacetum pulchellum (Turcz. ex DC.) Sch.Bip.
101. Tanacetum pulchrum (Ledeb.) Sch.Bip.
102. Tanacetum punctatum (Desr.) Grierson
103. Tanacetum richterioides (C.Winkl.) K.Bremer & Humphries
104. Tanacetum robustum Hook.f. & Thomson ex C.B.Clarke
105. Tanacetum roylei (DC.) Podlech
106. Tanacetum salsugineum Podlech
107. Tanacetum sanguineum (Parsa) Parsa
108. Tanacetum santolina C.Winkl.
109. Tanacetum saryarkense Kamelin
110. Tanacetum saxicola (Krasch.) Tzvelev
111. Tanacetum scopulorum (Krasch.) Tzvelev
112. Tanacetum sericeum Sch.Bip.
113. Tanacetum silaifolium Sch.Bip.
114. Tanacetum silvicola Podlech
115. Tanacetum sinaicum (Fresen.) Delile ex K.Bremer & Humphries
116. Tanacetum sipikorense (Bornm.) Grierson
117. Tanacetum sonbolii Mozaff.
118. Tanacetum songaricum (Tzvelev) K.Bremer & Humphries
119. Tanacetum sorbifolium (Boiss.) Grierson
120. Tanacetum stapfianum (Rech.f.) Podlech
121. Tanacetum stoliczkae (C.B.Clarke) R.Khan
122. Tanacetum tabrisianum (Boiss.) Sosn. & Takht.
123. Tanacetum tanacetoides (DC.) Tzvelev
124. Tanacetum tarighii Sonboli
125. Tanacetum tatsienense (Bureau & Franch.) K.Bremer & Humphries
126. Tanacetum tenuisectum (Boiss.) Podlech
127. Tanacetum tenuissimum (Trautv.) Grossh.
128. Tanacetum tirinense Podlech
129. Tanacetum tomentellum (Boiss.) Grierson
130. Tanacetum tricholobum (Sosn. ex Manden.) Chandjian
131. Tanacetum trifoliolatum Podlech
132. Tanacetum ulutavicum Tzvelev
133. Tanacetum uniflorum Sch.Bip.
134. Tanacetum vahlii DC.
135. Tanacetum vulgare L.
136. Tanacetum yabrudae (Mouterde) Charpin & Dittrich
137. Tanacetum zahlbruckneri (Nábelek) Grierson
138. Tanacetum zangezuricum Chandjian